# La Barca
La Barca là một đô thị thuộc bang Jalisco, México. Năm 2005, dân số của đô thị này là 59990 người.